# فايزة عبد الجواد
فايزة عبد الجواد (17 مارس 1940 - 20 فبراير 2016) هي ممثلة مصرية، وتعد أشهر ممثلة دور ثانوي في مصر.

## مسيرتها
تعد فايزة من أشهر ممثلات الأدوار الثانوية في تاريخ السينما المصرية، كانت بداياتها سنة 1957 حينما اكتشافها الممثل رشدي أباظة، أثناء تصوير فيلم تمر حنة، لقد كانت ضمن سكان منطقة التصوير، وتعاقد معها وكان أول أجر حصلت عليه 75 قرش مصري، عن دورها في فيلم تمر حنة.
اشتهرت بمقدمة رأس غليظة وضرب خصومها بالرأس، جعلها ضمن أشهر الممثلات الدور الثانوي في عالم السينما، حرص عدد من المخرجين على الاستعانة بها مستغلين حِدة ملامحها وغِلظتها لتقديم أدوار البنت التي تسكن في الأحياء الشعبية، أو السجانة التي تستطيع السيطرة على الحجز، وزعيمة العصابات، كما كانت أفضل ممثلة تضرب بجبهة الرأس وهي ما يطلقون عليها "الروصية".
شاركت في عدة أعمال فنية كثيرة بلغ رصدها أكثر من 101 عمل فني، بين أفلام ومسرحيات ومسلسلات تلفزيونية.
لم تكن مهنة التمثيل مصدر رزقها الوحيد، وبسبب قلة الطلب أحياناً، اضطرت للعمل في مهن مختلفة كونها العائل الوحيد لأسرتها، ومن ضمن وظائفها عملها لدى شركة «أوسكار»، وشركات ملابس مختلفة، وكانت المسئولة عن ملابس الممثلات.
أشهر أعمالها فيلم هنا القاهرة مع الفنانين محمد صبحي وسعاد نصر، ومسلسل بكيزة وزغلول مع سهير البابلي وإسعاد يونس.
تقدمت للحصول على عضوية نقابة الممثلين في مصر عدة مرات، باءت بالفشل، وذلك رغم معانتها من ضعف الأجور التي تتقاضها في الأدوار القصيرة.
أهملتها نقابة الممثلين ولم تتبنَّ معالجتها أو حتى صرف مبالغ استثنائية لها تقديرًا لما قدمته للسينما المصرية، أثناء فترة مرضها.

## أعمالها
كيد النسا ج1
2011 - مسلسل
زهرة وأزواجها الخمسة
2010 - مسلسل
بوبوس
2009 - فيلم
الشاذه في حفل الزواج
ياسين في مستشفى المجانين
2009 - مسلسل - سيت كوم
سوق الخضار
2006 - مسلسل
الشاويش سعدية
العمة نور
2003 - مسلسل
حكيم عيون
2001 - مسرحية
ولا في النية أبقى
1999 - فيلم
ممرضة
حواء والتفاحة
1996 - مسلسل
مسجونة
حب في التخشيبة
1994 - مسرحية
ليه يا دنيا
1994 - فيلم
مسجونة
يوميات ونيس ج1
1994 - مسلسل
أم الرزق بوابة لإحدى العمائر
85 جنايات
1993 - فيلم
أجدع ناس
1993 - فيلم
أحلام
أقوى الرجال
1993 - فيلم
سيدة من الحارة
الثعالب
1993 - فيلم
مسجونه في السجن
الحب بين قوسين
1993 - فيلم
الجارة
صراع الحسناوات
1993 - فيلم
فلة المسجونه
طريق الشيطان
1993 - فيلم
الشقي
1992 - فيلم
زبونة الفول
العرضحالجي
1992 - مسلسل
المتهمة
1992 - فيلم
فايزة
الهجامة
1992 - فيلم
السجانة
آه .. وآه من شربات
1992 - فيلم
آي آي
1992 - فيلم
اللي خطفت الوزير
بيت العيلة
1992 - مسلسل
مخ المرحوم
1992 - فيلم
ننوسه
1992 - فيلم
الدايه
المزاج
1991 - فيلم
بنت مشاغبة جداً
1991 - فيلم
مسجونة
شاويش نص الليل
1991 - فيلم
شمس الزناتي
1991 - فيلم
لاعبة النار
قانون إيكا
1991 - فيلم
حشاشه
قبضة الهلالي
1991 - فيلم
نساء صعاليك
1991 - فيلم
فرخة
نص دسته مجانين
1991 - فيلم
مريضة بالمستشفى
الشقيقتان
1990 - فيلم
حلاوة الروح
1990 - فيلم
ماسكة الوزّة
درب الرهبة
1990 - فيلم
شبكة الموت
1990 - فيلم
مسجونة
وضاع الطريق
1990 - فيلم
معلمه في غرزه
الإرهاب
1989 - فيلم
المشاغبات في خطر
1989 - فيلم
المعلمه سماح
1989 - فيلم
جمالات
باب شرق
1989 - فيلم
من المساجين
سكر بولاق
1989 - فيلم
فتوات السلخانة
1989 - فيلم
حكاية ماما زوزو
1988 - مسلسل
التعويذة
1987 - فيلم
سيدة الزار
اللعيبة
1987 - فيلم
العروسة
بكيزة وزغلول
1987 - مسلسل
حارة الطيبين
1987 - فيلم
من أهل الحارة
رجل في فخ النساء
1987 - فيلم
سنبل بعد المليون
1987 - مسلسل
عزبة الصفيح
1987 - فيلم
ابن تحية عزوز
1986 - فيلم
الصبر في الملاحات
1986 - فيلم
الضائعة
1986 - فيلم
إمرأة بالمحكمة
سري للغاية
1986 - فيلم
طابور الجمعية
عصفور الشرق
1986 - فيلم
سارق
قفص الحريم
1986 - فيلم
لا تدمرني معك
1986 - فيلم
السّجانة
نساء خلف القضبان
1986 - فيلم
مسجونه
الإنس والجن
1985 - فيلم
من نساء حلقة الزار
الطوفان
1985 - فيلم
الفول صديقي
1985 - فيلم
النساء
1985 - فيلم
النشالات الفاتنات
1985 - فيلم
نشالة في الاتوبيس
تل العقارب
1985 - فيلم
صاحبة المراجيح
خلي بالك من عقلك
1985 - فيلم
الممرضة أمينة
رمضان فوق البركان
1985 - فيلم
سنوات الخطر
1985 - فيلم
عفوًا أيها القانون
1985 - فيلم
سجينة
هنا القاهرة
1985 - فيلم
الزوجة المعتدية
آخر الرجال المحترمين
1984 - فيلم
فلة
الانتقام لرجب
1984 - فيلم
الحاوى
الطيب أفندي
1984 - فيلم
مسجونة
ألعاب ممنوعة
1984 - فيلم
مدخنة الجوزة
الفرن
1984 - فيلم
اللعنة
1984 - فيلم
مجنونه
إللي خد حاجة يرجعها
1984 - فيلم
بحر الأوهام
1984 - فيلم
المسجونه
بيت القاضي
1984 - فيلم
فايزة عامله في حمام النساء
طابونة حمزة
1984 - فيلم
قمر الليل
1984 - فيلم
مخدر
1984 - فيلم
الزنزانة
1983 - سهرة تليفزيونية
العربجي
1983 - فيلم
الغول
1983 - فيلم
زنوبة
المدمن
1983 - فيلم
مدمنة
حب في الزنزانة
1983 - فيلم
سجانة
ريا وسكينة
1983 - فيلم
عابر سبيل
1983 - مسلسل
مسعود سعيد ليه
1983 - فيلم
مملكة الهلوسة
1983 - فيلم
الكلمة الأخيرة
1982 - فيلم
إمرأة في الحاره
المعتوه
1982 - فيلم
سجانه
حسن بيه الغلبان
1982 - فيلم
سيدة بطابور الجمعية
غريب في بيتي
1982 - فيلم
امرأة في طابور الجمعية
٤-٢-٤
1981 - فيلم
مشجعة كورة
الرجل الذي فقد ذاكرته مرتين
1981 - مسلسل
القطط السمان
1981 - فيلم
مسجونه
المشبوه
1981 - فيلم
مطفية لحريق السيارة
أمهات في المنفى
1981 - فيلم
أهل القمة
1981 - فيلم
أبو البنات
1980 - فيلم
مشترية فول
الحب وحده لا يكفي
1980 - فيلم
القناع الزائف
1980 - مسلسل
غداً سأنتقم
1980 - فيلم
فايزة أنور - مسجونة
لا تظلموا النساء
1980 - فيلم
صاحبة التوكيل
أقوى من الأيام
1979 - فيلم
مشاركة في سبوع
المتوحشة
1979 - فيلم
خائفة من شيء ما
1979 - فيلم
الراقصة بحجز القسم
خدعتني امرأة
1979 - فيلم
سيدة الزار
سأكتب اسمك على الرمال
1979 - فيلم
الأقمر
1978 - فيلم
سلطانة الطرب
1978 - فيلم
لاعبة النار
كيف تخسر مليون جنيه
1978 - مسلسل
عندما يسقط الجسد
1977 - فيلم
عودة الروح
1977 - مسلسل
الدموع الساخنة
1976 - فيلم
مسجونة
المذنبون
1976 - فيلم
مزاحمة في الجمعية
وبالوالدين إحسانا
1976 - فيلم
وداعا إلى الأبد
1976 - فيلم
وعادت الحياة
1976 - فيلم
مولد يا دنيا
1975 - فيلم
حرامية الغسيل في عصابة توفيق الدقن
أبناء الصمت
1974 - فيلم
تجري في الحرب
كلمة شرف
1973 - فيلم
من المجاميع بالمحكمة
مدينة الصمت
1973 - فيلم
خلي بالك من زوزو
1972 - فيلم
مدعوة بالفرح الشعبي
بريء في المشنقة
1971 - فيلم
أحد الحضور بالمحكمة
الأرض
1970 - فيلم
الشيطان
1969 - فيلم
من فرقة الكباريه
العائلة الكريمة
1964 - فيلم
تمر حنة
1957 - فيلم

## جوائز
حصلت علي جائزة مهرجان الإسكندرية السينمائي لدول حوض البحر المتوسط في دورته عام 2004.

## وفاتها
عانت في الآونة الأخيرة من الفقر والمرض حتى فقدت قدرتها على الحركة تماما بسبب مشاكل صحية في ساقيها.
توفيت يوم السبت الموافق 20 فبراير 2016، عن عمر يناهز 73 عامًا، بسبب تدهور الحالة الصحية.